# Переход Цезаря через Рубикон

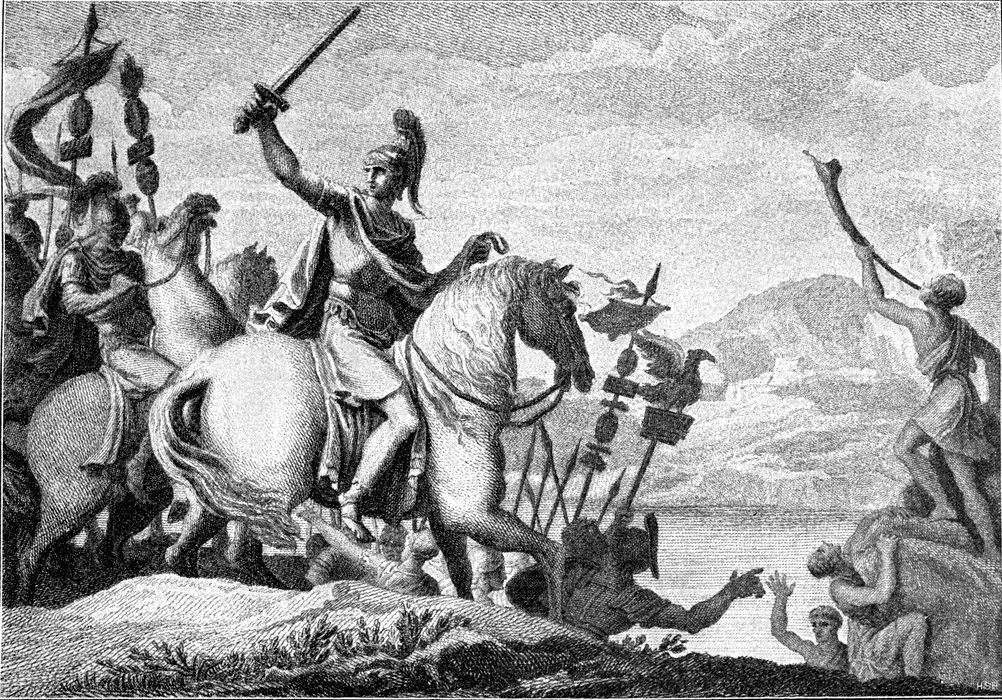
Неизвестный художник XIX в. Цезарь переходит Рубикон. Картина отражает романтический образ события, сложившийся в культуре прежде всего на основании Светония

Переход Цезаря через Рубикон — событие, состоявшееся 10 января 49 года до н.э. и ставшее началом гражданской войны между Цезарем и Помпеем в Риме. Река Рубикон служила границей между италийской областью Умбрия и провинцией Цизальпинская Галлия. Галлия была законной провинцией Цезаря, где он имел право распоряжаться войсками, ввод войск на территорию собственно Италии являлся, по римским законам, мятежом. Переход Цезаря с войсками через Рубикон имел не только грандиозное историческое значение, знаменуя падение Римской Республики, но и оставил большой след в культуре, с ним связаны две крылатые фразы: «перейти Рубикон» (означает решительный поступок, прохождение «точки невозврата»)  и «Жребий брошен!» (лат. Alea jacta est!, означает: «выбор сделан», либо «рискнуть всем ради великой цели», а также используется, чтобы подчеркнуть необратимость происходящего).

## Ситуация к началу 49 г. до н.э.

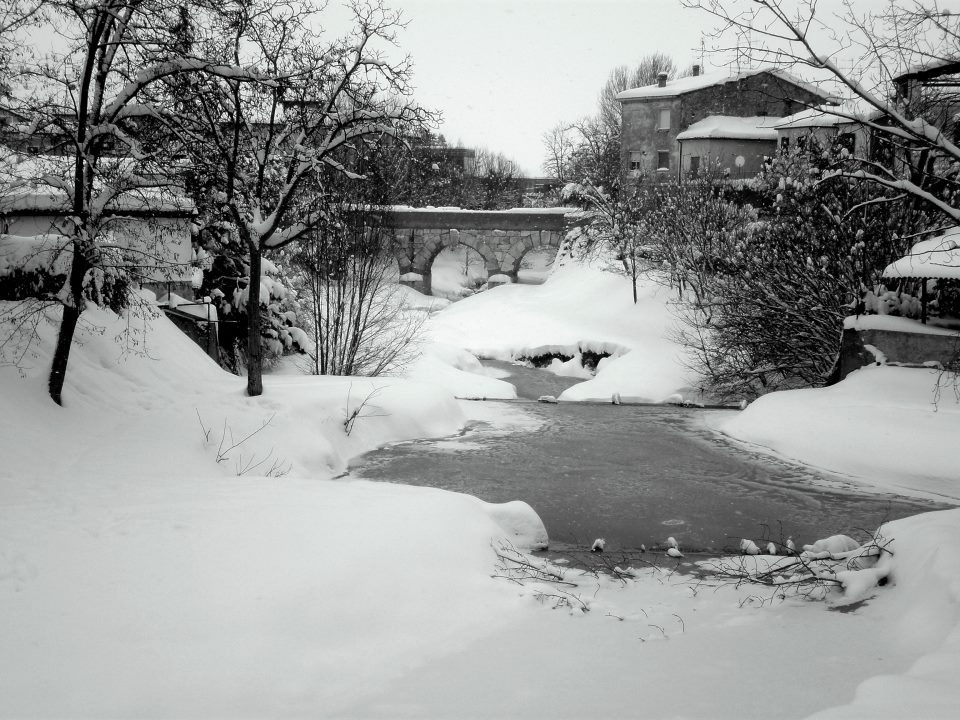
Рубикон зимой. На заднем плане мост римской эпохи (Ponte Consolare)

К началу 49 г. до н.э.  противоречия между Цезарем, с одной стороны, Помпеем и господствующей в Сенате аристократической партией, с другой, достигли высшего накала. Цезарь, у которого подходил к концу срок проконсульских полномочий в Галлии, требовал для себя права выставить кандидатуру на консульских выборах заочно, не складывая проконсульской власти и не распуская войск (что было незаконно, но теоретически могло быть допущено в порядке исключения). Помпей и сенат категорически возражали и требовали от Цезаря безусловного роспуска войск (при том что Помпей сам сохранял проконсульскую власть в Испании и, следовательно, военное командование, и неподсудность). При этом сенатские враги Цезаря, ощущая за своей спиной поддержку Помпея, открыто готовились призвать его к суду за злоупотребления в Галлии, как только он появится в Риме в качестве частного лица. Поэтому Цезарь категорически отказывался следовать этим условиям.
По мнению С. Л. Утченко, Цезарь до последнего не желал покидать поля легальной политической борьбы, чем и объясняются его колебания перед отдачей приказа о переходе Рубикона. Цезарь имел все основания считать, что в этой борьбе он одолеет и Помпея, и сенатскую олигархию и утвердит за собой положение де-факто самого влиятельного человека в Риме. Потому возможность выставить свою кандидатуру на консульских выборах при гарантиях безопасности (то есть при сохранении командования войсками) казалась ему наиболее предпочтительным вариантом, и он искал компромисса, как например одновременное сложение власти и роспуск войск им и Помпеем. Но именно поэтому Помпей в свою очередь стремился к войне, опираясь на поддержку сенатской знати, давно уже мечтавшей о полном (по крайней мере политическом) уничтожении Цезаря. И только когда Цезарь увидел, что он загнан в угол и иного выхода, кроме войны, у него нет (не считая «выходом» капитуляцию перед Помпеем и сенатом, суд, изгнание и полную политическую смерть) — он отдал приказ о переходе Рубикона и со своей всегдашней энергией начал вести гражданскую войну.

## Переход Рубикона

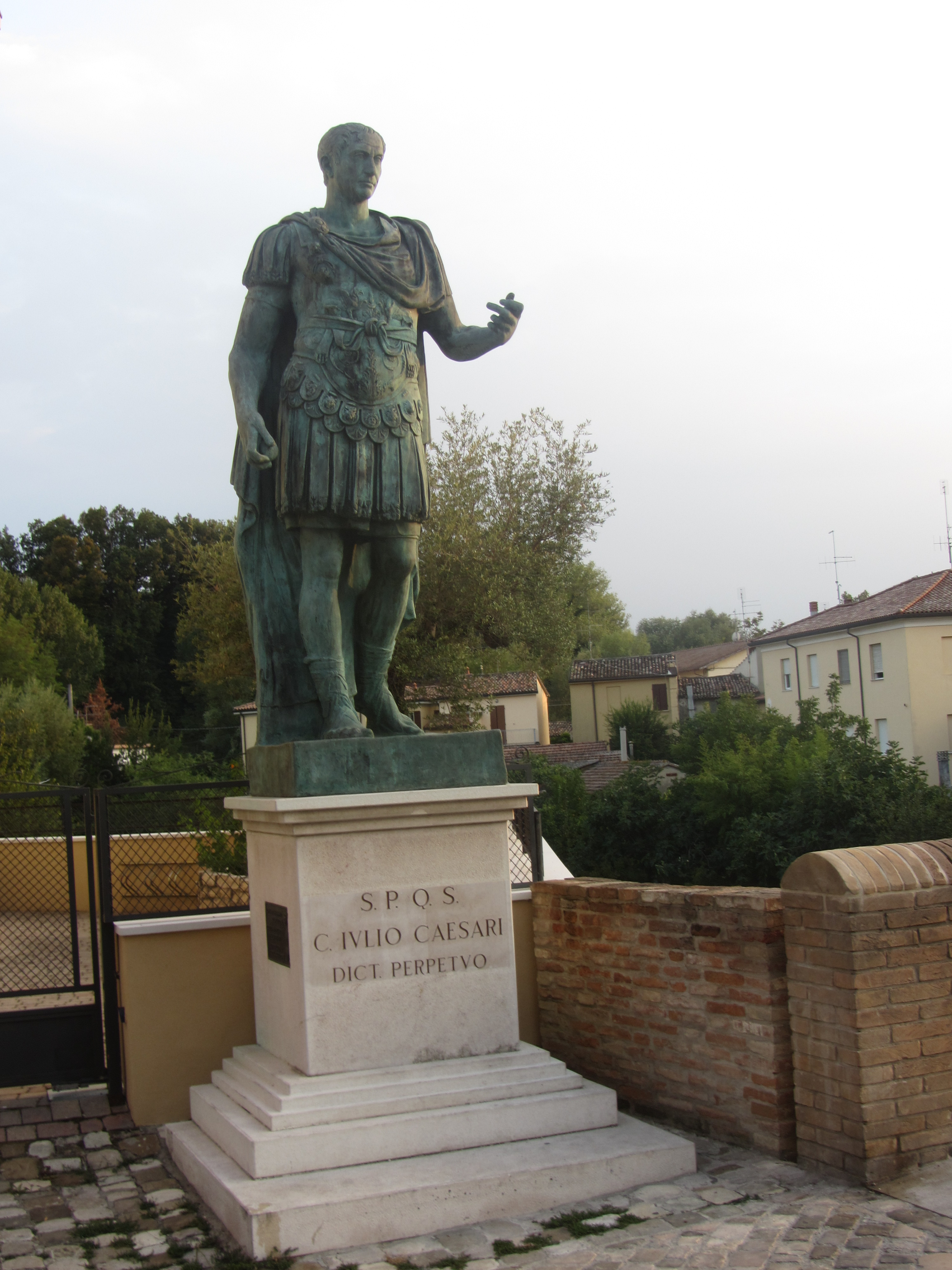
Статуя Цезаря на римском мосту через Рубикон

7 января 49 г. Сенат принял «чрезвычайный сенатусконсульт» (вручил консулам чрезвычайные полномочия, что примерно аналогично нашему чрезвычайному положению) и поручил начать набор войска, а верные Цезарю народные трибуны Антоний и Курион были вынуждены бежать из Рима. Цезарь воспринял это как сигнал к решительным действиям. 10 января 49 года до н. э., он двинул солдат XIII легиона (единственного, бывшего с ним в Цизальпинской Галлии) через Рубикон и захватил ближайший италийский город Аримин (в 17 км. к югу от устья Рубикона), что знаменовало начало гражданской войны. Согласно Аппиану, непосредственно для захвата Аримина был послан отборный передовой отряд: «центурионов с небольшим отрядом наиболее храбрых солдат, одетых в гражданское платье, он выслал вперед, чтобы они вошли в Аримин и внезапно захватили город». Сам Цезарь об этих событиях говорит бегло и лаконично, вовсе не упоминая акта перехода Рубикона:
«Познакомившись с настроением солдат, он Цезарь двинулся с этим XIII легионом в Аримин и там встретился с бежавшими к нему народными трибунами» Светоний в «Жизни двенадцати цезарей», описывает эпизод следующим образом: накануне днем, тайно двинув когорты к Рубикону, Цезарь в то же время чтобы не вызывать подозрений постоянно показывался на людях в Равенне, где он тогда находился: присутствовал на зрелищах, обсуждал план строительства гладиаторской школы, вечером устроил большой ужин, а с заходом солнца  покинул гостей и незаметно выехал в простой повозке за своими солдатами:

«Он настиг когорты у реки Рубикона, границы его провинции. Здесь он помедлил и, раздумывая, на какой шаг он отваживается, сказал, обратившись к спутникам: „Еще не поздно вернуться; но стоит перейти этот мостик, и все будет решать оружие.“

Он еще колебался, как вдруг ему явилось такое видение. Внезапно поблизости показался неведомый человек дивного роста и красоты: он сидел и играл на свирели. На эти звуки сбежались не только пастухи, но и многие воины со своих постов, среди них были и трубачи. И вот у одного из них этот человек вдруг вырвал трубу, бросился в реку и, оглушительно протрубив боевой сигнал, поплыл к противоположному берегу. „Вперед, — воскликнул тогда Цезарь, — вперед, куда зовут нас знаменья богов и несправедливость противников! Жребий брошен“»

Рассказ носит откровенно фантастический характер, но предыдущий день Цезаря описан у Светония с мельчайшими подробностями, которые мог знать только очевидец (вплоть до указания, что мулы для повозки Цезаря были взяты «с соседней мельницы»). По-видимому, Светоний опирается на осведомленного, но крайне ангажированного историка-цезарианца (очевидно Азиния Поллиона, бывшего в свите Цезаря на Рубиконе), который пытается представить этот сомнительный с гражданской точки зрения акт исполнением воли божества. Плутарх описывает этот момент гораздо более реалистично: 

«Сам он сел в наемную повозку и поехал сначала по другой дороге, а затем повернул к Аримину. Когда он приблизился к речке под названием Рубикон, которая отделяет Предальпийскую Галлию от собственно Италии, его охватило глубокое раздумье при мысли о наступающей минуте, и он заколебался перед величием своего дерзания. Остановив повозку, он вновь долгое время молча обдумывал со всех сторон свой замысел, принимая то одно, то другое решение. Затем он поделился своими сомнениями с присутствовавшими друзьями, среди которых был и Азиний Поллион; он понимал, началом каких бедствий для всех людей будет переход через эту реку и как оценит этот шаг потомство. Наконец, как бы отбросив размышления и отважно устремляясь навстречу будущему, он произнес слова, обычные для людей, вступающих в отважное предприятие, исход которого сомнителен: «Пусть будет брошен жребий!» — и двинулся к переходу».

 Аппиан дает аналогичную картину: 

Цезарь вечером под предлогом нездоровья удалился с пира, оставив друзей за ужином. Сев в колесницу, он поехал в Аримин в то время как всадники следовали за ним на некотором расстоянии. Быстро подъехав к реке Рубикону, которая служит границею Италии, Цезарь остановился, гладя на ее течение, и стал размышлять, взвешивая в уме каждое из тех бедствий, которые произойдут в будущем, если он с вооруженными силами перейдет эту реку. Наконец, решившись, Цезарь сказал присутствующим: «Если я воздержусь от этого перехода, друзья мои, это будет началом бедствий для меня; если же перейду — для всех людей». Сказав это, он, как вдохновленный свыше, стремительно перешел реку, прибавив известное изречение: «Пусть жребий будет брошен».

## Выражение «Жребий брошен»

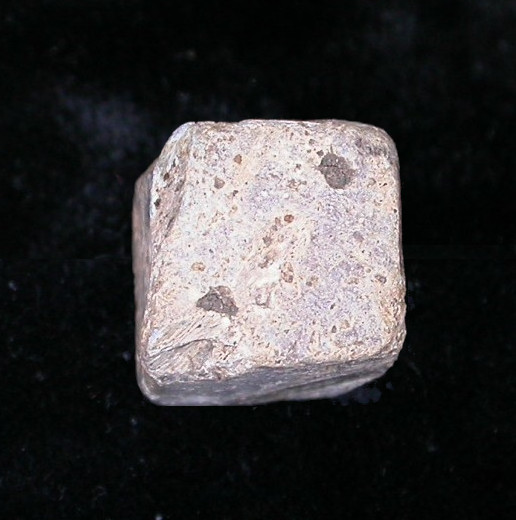
Римский игральный кубик из свинца

Крылатое выражение «Жребий брошен!» (Alea jacta est!) вошло в культуру из рассказа Светония, который описывает его, как произнесенное по-латыни в минуту душевного подъема и почти божественного вдохновения. Согласно Плутарху оно было сказано по гречески: ἀνερρίφθω κύβος, буквально «да будет брошена игральная кость!», причем Плутарх характеризует его как ходячее выражение. Существует мнение, что Цезарь употребил цитату из комедии Менандра «Аррефора, или Флейтистка». В сохранившемся фрагменте комедии один персонаж отговаривает другого от женитьбы, на что получает ответ: δεδογμένον τὸ πρᾶγμ'· ἀνερρίφθω κύβος (буквально: «дело решено, пусть будет брошена кость!»)
Однако, по-видимому, уже у Менандра это выражение употребляется в качестве ходячей поговорки.
Стоит отметить также, что в латинском языке alea относится к ранней форме игры в кости. Кости бросали по три за раз. Собственно же кости были известны на латыни как tesserae (шестигранные) и tali (четырёхсторонние, закругленные на каждом конце). Таким образом, выражение в латинском варианте можно толковать и в смысле «игра началась!»

## Комментарии
1. ↑  Даты по римскому календарю до реформы Цезаря 46 г. до н. э. условны, так как тогдашний лунно-солнечный календарь в 355 дней был неточен, и нуждался в постоянных поправках — вставках добавочного месяца, которые производились нерегулярно. Судя по тому, что для ликвидации отставания календаря от Солнца Цезарю потребовалось в 46 г. вставить три месяца, причем в 49-46 гг. отставание календаря должно было увеличиться на 40 дней, следовательно к началу 49 г. оно составляло примерно 50 дней, и реально 10 января года консульства Лентулла и Марцелла приходилось примерно на 1 марта 49 г. до н. э.